# Budi Utomo

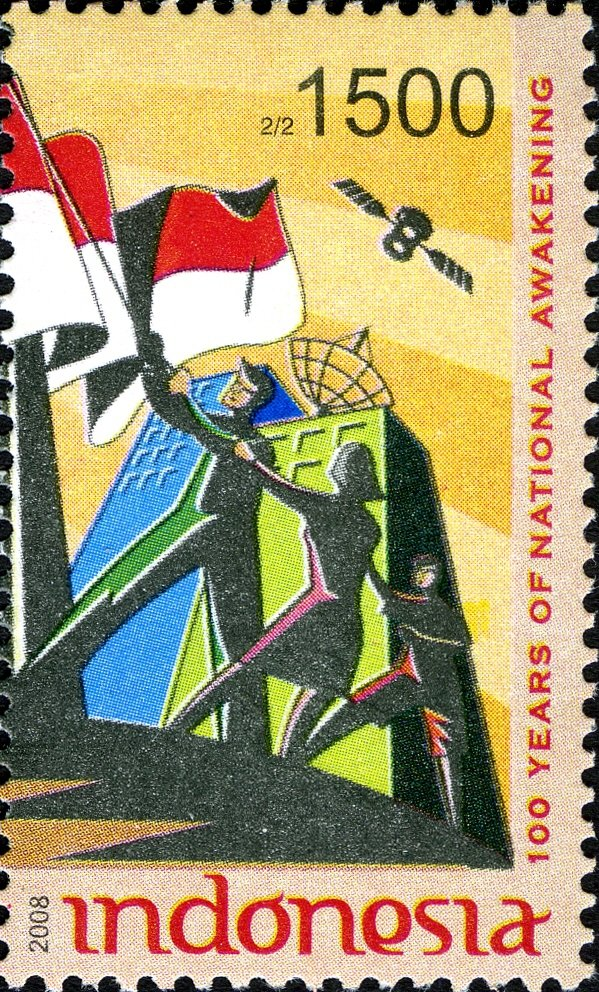
Pour la poste indonésienne, l'éveil national a eu lieu en 1908.

Le Budi Utomo, ou Boedi Oetomo dans son ancienne orthographe ("l'intelligence suprême" en javanais, du sanscrit buddhi, बुद्धि, et uttama, उत्तम) fut le premier mouvement organisé indigène des Indes néerlandaises. Son fondateur était un médecin à la retraite du gouvernement colonial, le Dr. Wahidin Soedirohoesodo. Issu d'une famille de priyayi, la noblesse de robe javanaise, Wahidin estimait que les Javanais devaient recevoir une éducation moderne comme lui. Le premier congrès de l'association se tint en mai 1908. Il réunissait des étudiants javanais d'écoles gouvernementales.
Les premiers membres étaient également issus de la petite noblesse javanaise, fonctionnaires et intellectuels. Un autre médecin, le Dr. Tjipto Mangunkusumo, ouvre l'association aux classes populaires et aux Indisch des autres îles. En 1910, elle compte 10 000 membres et 40 branches. Elle est alors officiellement reconnue par le gouvernement colonial.
Le but initial du Budi Utomo n'était donc pas politique. Toutefois, il obtient bientôt des représentants au Volksraad ("conseil du peuple") et dans les conseils régionaux à Java. L'organisation est dissoute en 1935.